# Bancolombia Open 2006
Il Bancolombia Open 2006 è stato un torneo di tennis facente parte della categoria ATP Challenger Series nell'ambito dell'ATP Challenger Series 2006. Il torneo si è giocato a Bogotà in Colombia dal 24 al 30 aprile 2006 su campi in terra rossa.

## Vincitori

### Singolare
Alejandro Falla ha battuto in finale  André Sá con il punteggio di 6–4, 6–2

### Doppio
Eric Butorac /  Chris Drake hanno battuto in finale  Ramón Delgado /  André Sá per walkover